# 似內站
似内站（日语：／ Nitanai eki */?）位于岩手县花卷市上似内，是东日本旅客铁道（JR東日本）管辖的釜石线上的鐵路車站。位于花卷市郊外。
名稱來自於阿伊努語的「nitat-nay」（濕地的河流）。

## 历史
- 1913年10月25日 - 作为岩手轻便铁道车站投入运营[2]。
- 1936年8月1日 - 岩手轻便铁道国有化，成为国铁釜石线车站[3]。
- 1943年9月20日 - 轨距改为1,067mm[3]。
- 1944年10月11日 - 随着釜石东线开业，线路名改为釜石西线[3]。
- 1950年10月10日 - 国铁釜石线全部贯通，在此成为釜石线车站[3]。
- 1961年10月1日 - 停止办理货运业务。
- 1987年4月1日 - 国铁分割民营化后成为JR东日本车站。
- 1993年10月1日 - 车站无人化，归属花卷站管辖。
- 2017年4月1日 - 随着花卷站业务委托化，北上站管辖。

## 车站结构
岛式站台1台2线的地上车站，可以办理列车会让。
北上站管理的无人站。

### 站台配置
| 站台 | 路线    | 方向 | 目的地         |
| ---- | ------- | ---- | -------------- |
| 1    | ■釜石线 | 下行 | 远野、釜石方向 |
| 2    | ■釜石线 | 上行 | 花卷方向       |

## 其他
- 世界语站名：La Marbordo（海岸）。因为靠近北上川河岸，而被宫泽贤治命名为“不列颠海岸”。

## 相鄰車站
東日本旅客鐵道（JR東日本）
□快速「濱百合」
通过
■普通
花卷－似內－新花卷